# Iglesia de San Bartolomé Apóstol (Caná)
La Iglesia de San Bartolomé Apóstol (en hebreo: כנסיית בית ברתולומאוס השליח; en latín: Ecclesia Sancti Bartholomei Apostoli) es una Iglesia católica administrada por la orden Franciscana en Caná en el actual Israel, construida en honor al lugar donde la tradición indica que alguna vez estuvo el Apostól San Bartolomé. La iglesia fue fundada en 1885.
Bartolomé es uno de los apóstoles que según la Biblia estaban presentes en el milagro de los peces: 

Después de esto, nuevamente se apareció Jesús a sus discípulos en la orilla del lago de Tiberíades. Y se hizo presente como sigue. Estaban reunidos Simón Pedro, Tomás el Mellizo, Natanael de Caná de Galilea, los hijos del Zebedeo y otros dos discípulos.
Juan 21, 1-2

Frente a la iglesia hay cuatro pilastras y una ventana redonda encima de la puerta del templo. En el Centro presenta una inscripción en latín: "DOM S NATHANAELIS BARTHOLOMAEI APOSTOLI" (El apóstol Natanael Bartolomé). El altar se alza sobre una plataforma elevada y, en frente, dos pares de columnas de pequeño porte tienen capiteles corintios, además de un bajorrelieve que representa la reunión de Natanael y Felipe el Apóstol. Adjunto hay un cementerio pequeño.

## Véase también

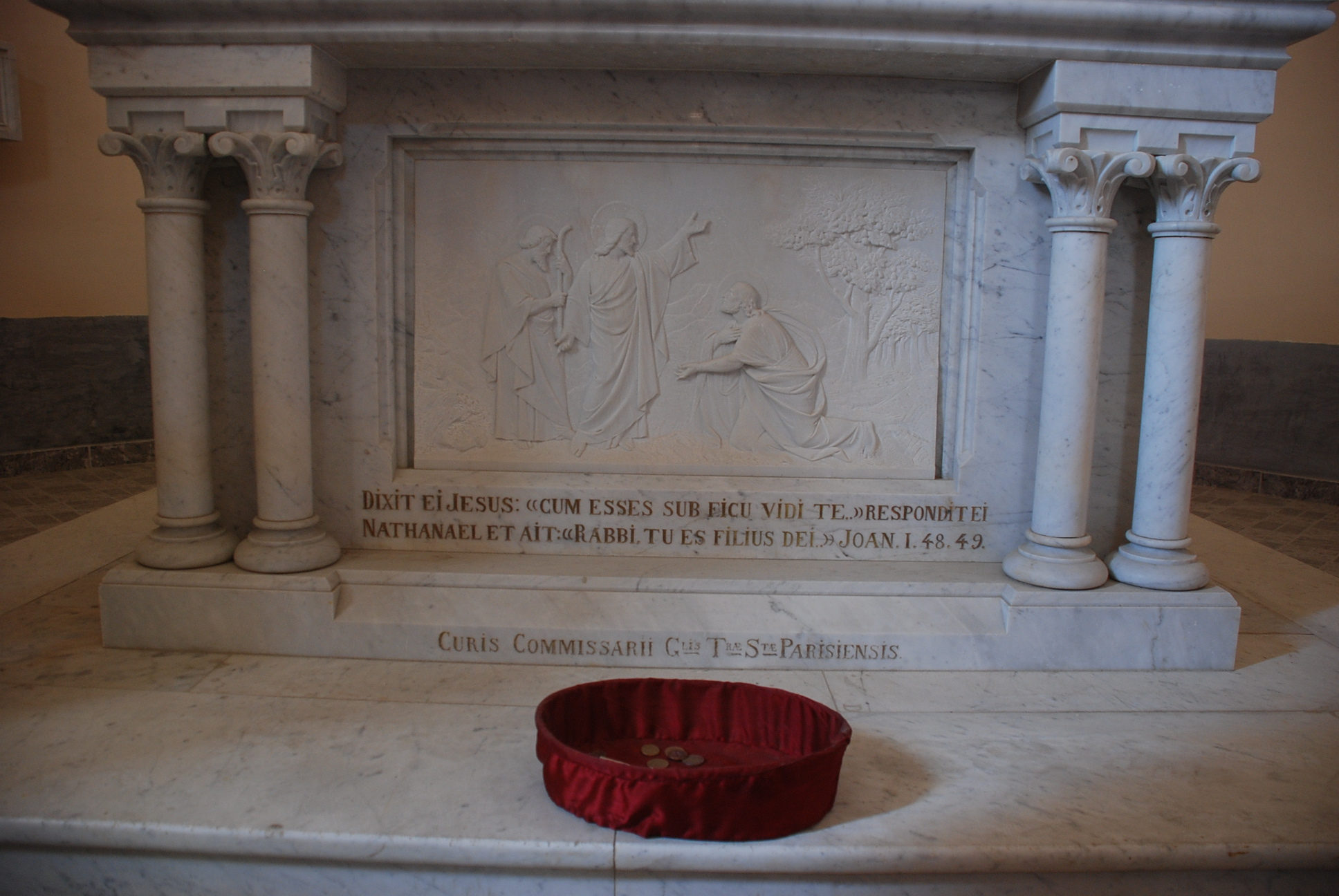
Vista interna